# Bill Buntin
William L. "Bill" Buntin (Detroit, Míchigan, 5 de mayo de 1942-ibídem, 9 de mayo de 1968) fue un jugador de baloncesto estadounidense que disputó una única temporada en la NBA, antes de fallecer repentinamente de un ataque al corazón a la edad de 26 años. Medía 2 metros y jugaba en la posición de alero.

## Trayectoria deportiva

### Universidad
Jugó durante tres temporadas con los Wolverines de la Universidad de Míchigan, haciéndolo en la posición de pívot. Logró en el total de su carrera 1.037 rebotes, el segundo mejor dato de la historia de la universidad. Promedió 15,7 rebotes en 1963 y consiguió 58 dobles-dobles en 79 partidos, lo cual es todavía récord de los Wolverines. Jugando al lado de Cazzie Russell en la temporada 1963-64, consiguió ganar el primer título de la Big Ten Conference en 16 años, y acceder al año siguiente al Torneo de la NCAA, donde tras llegar a la Final Four alcanzaron la final, siendo derrotados por los Bruins de UCLA, entrenados por John Wooden, por 91-80. Fue elegido All-American en ambas temporadas.
En el total de su carrera colegial promedió 21,8 puntos y 13,1 rebotes por partido.

### Profesional
Fue seleccionado como elección territorial de Detroit Pistons en la tercera posición del Draft de la NBA de 1965. No tuvo demasiada fortuna como profesional, ya que solamente jugó una temporada, en 42 partidos, jugando apenas 17 minutos por partido, y promediando 7,7 puntos y 6,0 rebotes por encuentro. Tras esa temporada, decidió probar suerte en el fútbol americano, fimando un contrato con los Detroit Lions, pero no llegó a jugar ni un minuto.

## Estadísticas de su carrera en la NBA

### Temporada regular
| Año     | Equipo  | PJ | MPP  | %TC  | %TL  | RPP | APP | PPP |
| ------- | ------- | -- | ---- | ---- | ---- | --- | --- | --- |
| 1965–66 | Detroit | 42 | 17.0 | .395 | .615 | 6.0 | .9  | 7.7 |
| Total   | Total   | 42 | 17.0 | .395 | .615 | 6.0 | .9  | 7.7 |

## Fallecimiento
Tras pasar ese año en blanco, decidió volver a la universidad, para terminar un semestre que le faltaba para graduarse en magisterio. Pero cuando jugaba un partidillo informal de baloncesto, Buntin sufrió un ataque al corazón, falleciendo en el acto. Fue enterrado en el Detroit Memorial Park en Warren (Míchigan).

### Homenajes póstumos
- Fue incluido en el "Salón del Honor" de la Universidad de Míchigan en 1980.[5] Solo dos jugadores más de baloncesto, Cazzie Russell y Rudy Tomjanovich, fueron incluidos con anterioridad.
- En septiembre de 2006, su camiseta con el número 22 fue retirada por los Wolverines como homenaje a su carrera. Fue el quinto número retirado de la universidad.[1]
- El premio anual que concede la universidad al mejor jugador del año pasó a denominarse Bill Buntin Most Valuable Player Award. entre otros jugadores lo han recibido Louis Bullock o Robert Traylor.[2]